# Дзюбатий Себастьян
Себастьян Дзюбатий (? — ?) — український селянин із села Довжанки (тепер — Тернопільський район), громадський діяч. Був обраний послом до Галицького сейму 2-го скликання у 1867 році (від IV курії округу Тернопіль — Ігровиця — Микулинці; входив до складу «Руського клубу»).

## Біографія
Дата народження та смерті невідомі. Себастьян Дзюбатий був селянином за походженням і походив із села Довжанка (тепер — Тернопільський район Тернопільської області)